# Windows Insider
Windows Insider es un programa abierto de pruebas de Microsoft que permite a cualquier persona en el mundo registrarse y probar nuevas funcionalidades de los sistemas operativos Windows antes que éstos lleguen al mercado masivo, con la posibilidad de brindar feedback directamente al fabricante.
El programa fue anunciado el 30 de septiembre de 2014 junto con Windows 10, y para septiembre de 2015 cerca de 7 millones de personas ya estaban formando parte del mismo. El 12 de febrero de 2015, Microsoft utilizó el programa para ofrecer una vista previa (Preview) de la versión móvil de Windows 10. Asimismo, Microsoft anunció que el programa de Windows Insider continuaría más allá de la versión oficial de Windows 10 para sus futuras actualizaciones.

## Historia
El 10 de febrero de 2014 se lanzó el programa Windows Preview for Developers para instalar las compilaciones de vista previa de Windows Phone 8.1 para que el público probara sus nuevas características y enviara sus comentarios. El 30 de septiembre de 2015 Microsoft lanzó originalmente el programa Windows Insider para los "testers" de la empresa y el "technically able" para probar nuevas características para desarrolladores y para recopilar información para mejorar las características integradas en Windows 10.
Luego del lanzamiento oficial de Windows 10, el programa Windows Insider se integró a la aplicación de Windows "Configuración". Esto permitió que la capacidad de instalar las compilaciones de vista previa de Windows Insider fuera una característica opcional a la que se podía acceder directamente desde Windows 10.
En mayo de 2017, el programa Windows Insider se extendió a Windows Server 2016, y el 13 de julio de 2017 se lanzó la primera compilación de este sistema operativo para dicho programa.
El 24 de junio de 2021 se anunció Windows 11, y también la extensión del programa Windows Insider para dicho sistema operativo. La primera compilación de Windows 11 Insider Preview fue el 28 de junio de 2021 para el Canal de Desarrollo.
y en el momento del lanzamiento oficial de Windows 10 para PCs se registraron un total de 5 millones de Insiders de Windows en Windows 10, Windows 10 Mobile, Xbox One y Windows Server 2016 y estos Insiders también se encontraban entre los primeros en recibir la actualización oficial a Windows 10.

## Canales de Windows Insider
Las nuevas el programa Windows Insider se van lanzando en diferentes canales, antes conocidos como «anillos», que son agrupaciones lógicas. Los inscritos al programa Insider en el «canal Dev» reciben más compilaciones nuevas que en el «canal beta», que es el nivel de estabilidad predeterminado y que evita errores existentes en los sistemas del canal Dev.
| Canal                 | Disponibilidad | Descripción |
| --------------------- | -------------- | --- |
| Canary                | Interna        | Este canal valida compilaciones que se publican diariamente y solamente pasan por pruebas automatizadas. Sus compilaciones pertenecen a las etapas más tempranas del ciclo de desarrollo, pero también suelen tener errores y una baja estabilidad. |
| Selfhost              | Interna        | Este canal valida las compilaciones que posteriormente son liberadas al canal Dev. Son ligeramente más estables que las del canal Canary. |
| Dev                   | Externa        | En este canal, los Insiders pueden recibir compilaciones con las características y el código más recientes que han sido previamente validadas en los canales Canary y Selfhost, pero no están extentas de contener errores y baja estabilidad. |
| Skip Ahead (retirado) | Externa        | Era una opción del entonces conocido como Anillo Rápido mediante la cual los Insiders podían optar por saltar las pruebas de la versión más próxima a ser lanzada y recibir las compilaciones más tempranas de la siguiente versión de Windows 10. El 5 de noviembre de 2019, se anunció que este anillo iba a ser descontinuado y no se seguiría mostrando a futuros consumidores que querían ingresar al programa, mientras que los Insiders existentes que estaban en este anillo serían migrados al Anillo Rápido con el fin de lanzar las compilaciones más recientes a todos al mismo tiempo. |
| Microsoft             | Interna        | Este canal recibe compilaciones liberadas a nivel de empresa que son validadas previo a su lanzamiento al Canal Beta. |
| Beta                  | Externa        | En este canal, los Insiders reciben compilaciones que son parte del desarrollo de la siguiente versión de Windows 11, con actualizaciones validadas por el Canal Microsoft. |
| Release Preview       | Externa        | En este canal, se obtiene acceso a la siguiente versión de Windows 10 o Windows 11 antes de ser lanzada al mundo, así como a los parches y correcciones más recientes. |

## Sistemas operativos soportados
- Windows Insider Preview: Actualmente el canal Dev y Beta está recibiendo las compilaciones de Windows 11, y el canal release preview versiones previas de Windows 10 o Windows 11 dependiendo del equipo
- Windows 10 Mobile Insider Preview: Descontinuada. La última rama Insider para Windows 10 Mobile fue la Redstone 3 que corresponde a la Fall Creators Update lanzada en octubre de 2017. Tras esto, Microsoft admitió el fracaso tanto de Windows Phone como de Windows 10 Mobile y dejó de actualizarlo.
- Windows Server Insider Preview: Actualmente pausado. La última compilación de vista previa liberada fue la de Windows Server Version 20344, y la empresa anunció que pondría en pausa el programa para servidores mientras prepara cambios en torno a Windows 11.[11] Adicionalmente existe la vista previa de Windows Server 2022 Azure Edition,[12] que permite conocer las nuevas características de este sistema operativo para personas que estén registradas en el programa Windows Insider.
- Xbox Insider: En 2016 se creó un programa para poder conseguir las nuevas versiones de Windows 10 en Xbox One llamado Xbox Preview. En este sólo podrían haber varios usuarios escogidos al azar por correo electrónico. A partir de febrero de 2017, el programa de pruebas pasa a llamarse Xbox Insider, en el que cualquiera se podrá registrar durante un tiempo limitado hasta que las plazas se cierren. También incluye la app Xbox Insider Hub, la cual se conecta mediante la cuenta de Xbox y el gamertag. Es prácticamente lo que Windows 10 ha hecho con el programa Windows Insider, que tiene las mismas características.[13]